# Budynek Pebeco w Poznaniu
Budynek Pebeco – funkcjonalistyczny budynek przemysłowy, zrealizowany dla firmy Pebeco Polskie Wyroby Beiersdorfa S.A., obecnie Nivea Polska w Poznaniu, na Zawadach, przy ul. Chlebowej 4/8. Może być typowym przykładem polskiego funkcjonalizmu początku lat 30. XX wieku.
Gmach wzniesiono w 1931, według projektu Stefana Cybichowskiego, w purystycznych formach modernistycznych. Czterokondygnacyjny budynek na planie prostokąta o powierzchni 436 m² zbudowano z cegły i otynkowano na biało. Na skraju umieszczono ryzalit urozmaicający bryłę. W 1934 autor projektu rozbudował obiekt o dodatkowe skrzydło, tak że ryzalit znalazł się w środku budynku. Obok głównego budynku wybudowano parterowy budynek gospodarczy (257 m²). Po II wojnie światowej gmach rozbudowano o dodatkowe skrzydło od ul. Chlebowej. Działalność produkcyjną w tym obiekcie zainaugurowano 3 czerwca 1945 od wytwarzania kremu Nivea, olejków orzechowych, zasypek dla niemowląt, pasty do zębów, płynu do ust, soli do nóg, wody kolońskiej i proszków przeciwbólowych.